# Everytime I Cry
Everytime I Cry è un singolo della cantante statunitense Ava Max, pubblicato l'8 giugno 2021.

## Pubblicazione
L'artista ha pubblicato un'anteprima del brano sulla rete sociale il 12 maggio 2021, rivelandone nell'occasione anche il titolo. Ha poi svelato la copertina e la data di pubblicazione il successivo 3 giugno.

## Accoglienza
Scrivendo per BroadwayWorld, Sarah Jae Leiber ha descritto il brano come «un indiscusso tormentone estivo», trovandolo «adrenalinico e puramente elettropop», mentre Carolyn Droke di Uproxx lo ha definito «elettrificante». Jon Caramanica del New York Times ha comparato Everytime I Cry con i brani di Dua Lipa. Per Shaad D'Souza di Paper il brano è un «innegabile banger ben edificato» che «completa» il singolo precedente della cantante My Head & My Heart.

## Video musicale
Il video, diretto dall'artista stessa assieme a Charlotte Rutherford, è stato reso disponibile tramite YouTube il 23 luglio 2021 alle 17 (ora italiana).

## Tracce
Testi e musiche di Amanda Ava Koci, Caroline Pennell, Henry Walter, Lauren Aquilina e Sean Myer.
Download digitale, streaming
1. Everytime I Cry – 2:57

Download digitale, streaming – Pink Panda Remix
1. Everytime I Cry (Pink Panda Remix) – 2:27

Download digitale, streaming – R3hab Remix
1. Everytime I Cry (R3hab Remix) – 3:11

Download digitale, streaming – Sigala Remix
1. Everytime I Cry (Sigala Remix) – 3:36

## Classifiche

### Classifiche settimanali
| Classifica (2021) | Posizione massima |
| ----------------- | ----------------- |
| Belgio (Vallonia) | 9                 |
| Croazia           | 15                |
| Francia           | 105               |
| Germania          | 58                |
| Norvegia          | 39                |
| Paesi Bassi       | 62                |
| Polonia           | 7                 |
| Regno Unito       | 99                |
| Svezia            | 55                |
| Svizzera          | 97                |

### Classifiche di fine anno
| Classifica (2021) | Posizione |
| ----------------- | --------- |
| Belgio (Vallonia) | 41        |
| Croazia           | 52        |
| Polonia           | 47        |

## Date di pubblicazione
| Paese  | Data           | Formato                      | Versione         | Etichetta    | Nota   |
| ------ | -------------- | ---------------------------- | ---------------- | ------------ | ------ |
| Mondo  | 8 giugno 2021  | Download digitale, streaming | Originale        | Atlantic     | [ 18 ] |
| Italia | 11 giugno 2021 | Contemporary hit radio       | Originale        | Warner Italy | [ 19 ] |
| Svezia | 11 giugno 2021 | Contemporary hit radio       | Originale        | Atlantic     | [ 20 ] |
| Mondo  | 6 luglio 2021  | Download digitale, streaming | Pink Panda Remix | Atlantic     | [ 21 ] |
| Mondo  | 16 luglio 2021 | Download digitale, streaming | R3hab Remix      | Atlantic     | [ 22 ] |
| Mondo  | 30 luglio 2021 | Download digitale, streaming | Sigala Remix     | Atlantic     | [ 23 ] |